# Hetzner
Hetzner Online GmbH — компания и оператор центра обработки данных, базирующаяся в Гунценхаузене (Германия). Существует ещё южноафриканская компания-партнёр Xneelo (ранее Hetzner (Pty) Ltd).

## История
Hetzner Online GmbH начала свою деятельность в Германии в 1997 под названием Hetzner Online Services (HOS). С 2000 по 2015 год HOS в Германии имела организационно-правовую форму AG. В 2015 изменила форму на GmbH. Кроме того, в начале 2019 года расширила исполнительную команду Стефаном Конвичковой и Гюнтером Мюллером.
Компания названа в честь основателя Мартина Хётцнера. HOS владеет и управляет датацентрами в Нюрнберге и Фалькенштайне (Германия), Туусуле (Финляндия), и Эшберне, (Вирджиния, США). Кроме того, HOS является соинвестором проекта Cinia C-Lion1, который соединил Хельсинки и Росток подводным стекловолоконным кабелем длиной 1100 километров. Кабель обеспечивает высокоскоростное соединение между центрами обработки данных Hetzner в Германии и Финляндии. Головной офис HOS находится в Гунценхаузене. Также есть партнёрская компания в Южной Африке: xneelo (ранее Hetzner (Pty.) Ltd.), которая управляет центрами обработки данных в Мидранде и Кейптауне.
В 2017 HOS отметила 20-летие многодневным мероприятием в парке при своём центре обработки данных в Фалькенштайне. Мероприятие «Willkommen im Internet» включало технические семинары, экскурсию по объекту и публичный концерт под открытым небом австрийской певицы Кристины Штюрмер.

## Услуги
Hetzner Online предоставляет выделенный хостинг, общий веб-хостинг, виртуальные частные серверы, управляемые серверы, доменные имена, SSL-сертификаты, ящики для хранения и облака. В датацентрах, расположенных в Нюрнберге, Фалькенштейне и Туусуле, клиенты также могут подключить своё оборудование к инфраструктуре и сети HOS с помощью услуг колокации. Компания управляет сайтом онлайн-аукциона серверов, где возможность арендовать старые выделенные серверы продаются с аукциона в форме голландского аукциона.
HOS имеет соглашение о регистрации доменных имён с ICANN (для регистрации доменов в зонах .com, .net, .org и других), DENIC (для .de), и nic.at (для .at).

## Инфраструктура
В 2021 был открыт центр обработки данных в Эшберне, штат Вирджиния, что стало первым американским сервером Hetzner. Магистраль организована в виде кольцевой сети между центрами обработки данных в Нюрнберге и Фалькенштайне, а также самым важным интернет-центром во Франкфурте. Все офисы подключены к центральным узлам обмена, таким как DE-CIX, AMS-IX, DATA-IX и V-IX, через собственную оптоволоконную сеть компании.

## Инциденты
В июне 2013 года в Hetzner Online произошла брешь в системе безопасности, когда информация о клиентах была раскрыта злоумышленникам, взломавшим системы мониторинга Hetzner Online.
В начале августа 2014 года Федеральная служба России по надзору в сфере связи, информационных технологий и массовых коммуникаций (Роскомнадзор) направила многим информационным агентствам, в том числе Би-би-си, требование о запрете любого упоминания демонстрации, устраиваемой в сибирском городе Новосибирске в поддержку федерализации Сибири. Ряд таких сообщений был отправлен на Украину, в которой в то время проводилось АТО. Поскольку украинские интернет-газеты не удалили статью, Роскомнадзор направил их интернет-провайдерам письма с требованием удалить новость. Hetzner Online выполнила требования и отправила glavcom.ua уведомление, в котором говорилось: «Пожалуйста, решите проблему и ответьте в течение следующих 24 часов, чтобы избежать приостановки. Это последний срок».
Эта история была широко перепечатана в новостных источниках. Министерство иностранных дел Украины выступило с заявлением, в котором выразило солидарность с владельцами и журналистами glavcom.ua. Василий Зварыч, заместитель начальника Департамента коммуникаций МИД, дал пресс-конференцию, в которой заявил, что удивлен тем, как Hetzner Online удовлетворил российскую жалобу. Кроме того, немецкое отделение «Репортёров без границ» выступило с заявлением, осуждающим Роскомнадзор.
Уведомления о приостановке glavcom.ua были выпущены Hetzner Online 6 августа 2014 года; 10 августа Hetzner Online принесла извинения, отрицая, что какая-либо цензура была запланирована и что их техническая поддержка приняла неправильное решение, о чём они сожалеют. Однако к тому времени история уже широко публиковалась в немецких СМИ, а glavcom.ua уже мигрировал с Hetzner Online на другого хостинг-провайдера.
В 2013 году эстонский активист по борьбе со спамом Тыну Самуэль разместил на своём веб-сайте no.spam.ee запись в блоге о предполагаемом спамере Сильвере Тиде. В отместку Тиде написал жалобу поставщику услуг блога, Hetzner Online, который решил прекратить обслуживание блога. В последующем судебном разбирательстве эстонские суды сочли жалобы необоснованными и присудили Самуэлю компенсацию убытков от Silver Teede за потерю серверов Самуэля.
С апреля 2015 года по декабрь 2015 года многие образы ОС, используемые программой установки Hetzner, использовали дубликаты SSH-ключей Ed25519. Потенциально это может означать, что злоумышленник может использовать атаку «человек посередине», чтобы скомпрометировать SSH-соединение, использующее ключи Ed25519. Hetzner разослал электронное письмо всем затронутым клиентам с любыми потенциально уязвимыми серверами с информацией о проблеме и о том, как её исправить.
11 января 2016 Hetzner заблокировал петербургский сайт «Новой газеты», ведущей оппозиционной неправительственной газеты в России. Газета отметила этот акт как политическую цензуру без какой-либо юридической процедуры.
7 марта 2022, во время российского вторжения в Украину, HOS якобы заблокировал серверы, принадлежащие украинскому государственному веб-сайту военной информации (war.ukraine.ua), который был размещён на официальном аккаунте Украины в Твиттере. Hetzner изначально отрицал блокировку рассматриваемого веб-сайта, заявив, что Cloudflare сообщил им, что IP-адрес не принадлежит их сети. Двумя днями позже Hetzner подтвердил в пресс-релизе, что они ошибочно приостановили работу серверов из-за «аномалий», обнаруженных в учётной записи одним из сотрудников, которые возникли в результате ещё не полностью разработанной «проверки правдоподобия» и заявили, что их действия не были политически мотивированны.